# (670817) 2014 AM55
(670817) 2014 AM55 ist ein großes transneptunisches Objekt, das bahndynamisch als Cubewano eingestuft wird. Aufgrund seiner Größe ist der Asteroid ein Zwergplanetenkandidat.

## Entdeckung
(670817) 2014 AM55 wurde am 5. Januar 2014 von einem Astronomenteam, bestehend aus B. Gibson, T. Goggia, N. Primak, A. Schultz und M. Willman, im Rahmen des Pan-STARRS-Projekts mit dem 1,8-m-Ritchey-Chretien-Teleskop (PS1) am Haleakalā-Observatorium (Maui) entdeckt. Die Entdeckung wurde am 17. Juli 2016 bekanntgegeben.
Nach seiner Entdeckung ließ sich (670817) 2014 AM55 auf Fotos bis zum 17. März 2004, die im Rahmen des Digitized-Sky-Survey-Programmes am Apache-Point-Observatorium (New Mexico) gemacht wurden, zurückgehend identifizieren und so seinen Beobachtungszeitraum um zehn Jahre verlängern, um so seine Umlaufbahn genauer zu berechnen. Im September 2018 lagen insgesamt 140 Beobachtungen über einen Zeitraum von 14 Jahren vor. Die bisher letzte Beobachtung wurde im Januar 2018 am Pan-STARRS-Teleskop durchgeführt. (Stand 2. März 2019)

## Eigenschaften

### Umlaufbahn
(670817) 2014 AM55 umkreist die Sonne in 322,42 Jahren auf einer leicht elliptischen Umlaufbahn zwischen 40,32 AE und 53,71 AE Abstand zu deren Zentrum. Die Bahnexzentrizität beträgt 0,142, die Bahn ist 7,18° gegenüber der Ekliptik geneigt. Derzeit ist der Planetoid 48,09 AE von der Sonne entfernt. Das Perihel durchläuft er das nächste Mal 1998, der letzte Periheldurchlauf dürfte also im Jahre 1778 erfolgt sein.
Marc Buie (DES) klassifiziert den Planetoiden als Cubewano, wobei er zu den bahndynamisch «heißen» klassischen KBO gehört, während vom Minor Planet Center keine spezifische Einstufung existiert; letzteres ordnet ihn als Nicht-SDO und allgemein als «Distant Object» ein.

### Größe
Derzeit wird von einem Durchmesser von 457 km ausgegangen, basierend auf einem Rückstrahlvermögen von 6 % und einer absoluten Helligkeit von 5,4 m. Ausgehend von einem Durchmesser von 457 km ergibt sich eine Gesamtoberfläche von etwa 656.000 km2. Die scheinbare Helligkeit von (670817) 2014 AM55 beträgt 22,12 m.
Da anzunehmen ist, dass sich (670817) 2014 AM55 aufgrund seiner Größe im hydrostatischen Gleichgewicht befindet und somit weitgehend rund sein muss, sollte er die Kriterien für eine Einstufung als Zwergplanet erfüllen. Mike Brown geht davon aus, dass es sich bei (670817) 2014 AM55 um möglicherweise einen Zwergplaneten handelt.
| Jahr                                         | Abmessungen km | Quelle   |
| -------------------------------------------- | -------------- | -------- |
| 2018                                         | 404,0          | Johnston |
| 2018                                         | 457,0          | Brown    |
| Die präziseste Bestimmung ist fett markiert. |                |          |